# البحرين في الألعاب البارالمبية الصيفية 2024
تنافست البحرين في دورة الألعاب البارالمبية الصيفية 2024 في باريس بفرنسا من 28 أغسطس إلى 8 سبتمبر. وقد شاركت البحرين لاحقًا في جميع دورات الألعاب البارالمبية الصيفية التالية ولكنها لم تشارك أبدًا في دورات الألعاب البارالمبية الشتوية. تم اختيار حسين محمد ليكون حامل علم البحرين إلى جانب ربا العمري.

## المتنافسون
وفيما يلي قائمة بأعداد المتنافسين في الألعاب.
| رياضة       | الرجال | نحيف | المجموع |
| ----------- | ------ | ---- | ------- |
| ألعاب القوى | 1      | 1    | 2       |
| المجموع     | 1      | 1    | 2       |

## ألعاب القوى
- ملاحظة–التصنيفات المعطاة لأحداث المضمار تقع ضمن منافسة الرياضي فقط
- Q = التأهل للدور القادم
- q = تأهل إلى الدور التالي باعتباره الخاسر الأسرع أو في الأحداث الميدانية حسب المركز دون تحقيق هدف التأهل
- DQ = غير مؤهل
- PR = رقم قياسي بارالمبي
- AR = رقم قياسي في المنطقة (أو القارة)
- NR = رقم قياسي قومي
- SB = أفضل الموسم
- N/A = الجولة لا تنطبق على هذا الحدث
- الوداع = لا يشترط على الرياضي التنافس في جولة

أحداث المضمار والطريق
للرجال
| رياضي                   | حدث               | حرارة     | حرارة     | أخير     | أخير     |
| رياضي                   | حدث               | نتيجة     | رتبة      | نتيجة    | رتبة     |
| ----------------------- | ----------------- | --------- | --------- | -------- | -------- |
| حسين محمد جمال عبد الله | 400 متر رجال تي11 | دي إس كيو | دي إس كيو | لم يتقدم | لم يتقدم |

حدث ميداني
للنساء
| رياضي      | حدث                    | أخير  | أخير |
| رياضي      | حدث                    | مسافة | موضع |
| ---------- | ---------------------- | ----- | ---- |
| ربى العمري | رمي القرص للسيدات أف55 | 23.24 | 6    |

## روابط خارجية
- مشاركات NPC - فريق البحرين - دورة الألعاب البارالمبية باريس 2024